# Gora Voejkova
Gora Voejkova är ett berg i Antarktis. Det ligger i Östantarktis. Argentina och Storbritannien gör anspråk på området. Toppen på Gora Voejkova är 1 211 meter över havet.
Terrängen runt Gora Voejkova är varierad, och sluttar norrut. Trakten är obefolkad. Det finns inga samhällen i närheten.